# 塔伊 (伊勒-维莱讷省)
塔伊（法語：Taillis）是法国伊勒-维莱讷省的一个市镇，属于富热尔-维特雷区（Fougères-Vitré）和维特雷县（Vitré）。该市镇总面积12.27平方公里，2009年时的人口为985人。

## 人口
塔伊人口变化图示